# Порейки вълните
„Порейки вълните“ (на английски: Breaking the Waves) е датски драматичен филм от 1996 г. на режисьора Ларс фон Триер.
Филмът е първият от трилогията „Златно сърце“ и е последван от „Идиоти“ (1998) и „Танцьорка в мрака“ (2000). Премиерата е на 18 май 1996 г. на кинофестивала в Кан, където печели Голямата награда на журито и е номиниран за Златна палма. „Порейки вълните“ излиза по кината в Дания на 5 юли 1996 г.

## Сюжет
Началото на 1970-те години. Наивната и невинна Бес Макнийл живее с майка си и Дороти (Додо), вдовицата на току-що починалия брат на героинята, в община със строги религиозни традиции в западна Шотландия. Другите възприемат Бес като голямо дете, тя е надарена с детска вяра и способност да общува директно с Бог. Тя се омъжва за Ян, който е по-възрастен и по-опитен от нея, той работи на нефтена платформа в открито море. В селото с неговите пуритански обичаи мнозина са скептични към този брак. Невинна, Бес е шокирана от тайните и радостите на физическата любов, в която по-опитният Ян я посвещава. За кратък щастлив период двойката се радва един на друг и на любовта си.
Когато Ян трябва да тръгне за следващата си смяна на нефтена платформа, Бес е обзета от отчаяние. Дългите телефонни разговори не са в състояние да заглушат безпокойството й. Тя се моли на Бог, Ян да се върне при нея. И скоро молитвата й получава отговор, но съвсем не по начина, по който би искала. Ян се връща у дома парализиран, след като е получил животозастрашаваща травма на главата от инцидент с платформа. Ян осъзнава, че никога повече не може да бъде заедно с Бес и моли, или по-скоро, изисква тя да си намери любовник. Първоначално Бес отказва, но вярвайки, че това ще даде на Ян смелостта да се бори за живота, тя се втурва сериозно. Когато си мисли, че Ян показва признаци на възстановяване, тя се излага на още по-унизителни ситуации въпреки осъждането на семейството и Църквата. Тя вярва, че ще се случи чудо и Иън ще се върне при нея. В името на него и тяхната любов тя е готова да рискува живота си.

## В ролите
| Актьор           | Роля          |
| ---------------- | ------------- |
| Емили Уотсън     | Бес Макнийл   |
| Стелан Скарсгорд | Ян Нюман      |
| Катрин Картлидж  | Додо Макнийл  |
| Жан-Марк Бар     | Тери          |
| Ейдриан Роулинс  | д-р Ричардсън |

## Награди и номинации
| Категория                                      | Номиниран(и)               | Резултат                |
| Оскар (24 март 1997 г.)                        | Оскар (24 март 1997 г.)    | Оскар (24 март 1997 г.) |
| ---------------------------------------------- | -------------------------- | ----------------------- |
| Най-добра женска роля                          | Емили Уотсън               | номинация               |
| Награда на БАФТА (29 април 1997 г.)            |                            |                         |
| Най-добра актриса в главна роля                | Емили Уотсън               | номинация               |
| Златен глобус (19 януари 1997 г.)              |                            |                         |
| Най-добър филм – драма                         | Най-добър филм – драма     | номинация               |
| Най-добра актриса в драматичен филм            | Емили Уотсън               | номинация               |
| Европейски филмови награди (8 ноември 1996 г.) |                            |                         |
| Най-добър филм                                 | Най-добър филм             | награда                 |
| Награда на критиката                           | Награда на критиката       | награда                 |
| Най-добра актриса                              | Емили Уотсън               | награда                 |
| Сателит (15 януари 1997 г.)                    |                            |                         |
| Най-добър чуждоезичен филм                     | Най-добър чуждоезичен филм | награда                 |
| Най-добър режисьор                             | Ларс фон Триер             | номинация               |
| Най-добра кинематография                       | Роби Мюлер                 | номинация               |
| Най-добра актриса в драматичен филм            | Емили Уотсън               | номинация               |